# Hostal Royal Manzanares
Hostal Royal Manzanares és una sèrie espanyola de televisió, estrenada el 15 de febrer de 1996 per La 1 de Televisió espanyola, dirigida per Sebastián Junyent i produïda per Prime time, propietat de Valerio Lazarov.

## Argument
Remedios "Reme" Martín (Lina Morgan) és una dona de poble d'edat indeterminada -ella diu tenir taytantos- que arriba a Madrid al costat del seu pare Paciano (Rafael Alonso) i la seva gallina Cristal (en referència a la protagonista de Cristal) per a allotjar-se en un hostal regentat per la seva tia Asunción (Mary Begoña). Allí conviurà amb la seva cosina Elena (Mònica Pont), la prostituta Sonsoles "Sonsy" (Ana Obregón), l'anciana Filomena "Filo" (Tote García Ortega), les solterones Casta (Marta Puig) i Virginia (Julia Martínez) de Jimeno i amb l'atractiu Luis (Joaquim Kremel), del qual s'enamorarà perdudament. Però també es van allotjar els madurs enamorats Menchu (María José Alfonso) i Obdulio (Fernando Delgado), el fatxenda i innocent Júnior (Pedro Rollán) i la exconvicta Juncal (Lolita Flores). En l'últim capítol, emès el 25 de desembre de 1997, la protagonista es casa amb el seu estimat Luis.

## Estil
La sèrie, gravada amb presència de públic, té una estètica teatral amb escenaris fixos. L'humor que destil·la es correspon enterament amb la manera de fer riure de l'actriu protagonista, Lina Morgan. Un estil inspirat en el sainet castís de principis de segle XX i embastat entorn de l'expressió essencialment gestual i carregada d'improvisacions i picades d'ullet al públic, de l'actriu protagonista. Aquesta manera de fer riure havia provat la seva eficàcia en els èxits teatrals Vaya par de gemelas o Sí al amor, que van traçar uns esquemes reutilitzats en la sèrie. De nou, va comptar amb el suport d'enormes sectors de l'audiència televisiva, especialment entre els segments de població de major edat, arribant a aconseguir en la seva emissió de 15 de maig de 1996 els 8.675.000 espectadors (amb una quota de pantalla del 50,6%).

## Elenc
- Lina Morgan... Reme
- Rafael Alonso... Paciano (1996)
- Ana Obregón... Sonsy (1996)
- Joaquim Kremel... Luis
- Tote García Ortega... Filo
- Fernando Delgado... Obdulio
- Mary Begoña... Asunción
- Marta Puig... Casta
- Julia Martínez... Virginia
- Marisol Ayuso... Milagros (1996)
- Mónica Pont... Elena (1996-1997)
- Pedro García Marzo... Carlos (1996-1997)
- Jose Manuel Mudarra... Lucas (1996-1997)
- Lara Blasco... Lara (1996-1997)
- Andrea Lazarov... Jonathan José
- Verónica Parejo... Alicia (1997)
- Adriana Vega... Magda (1996-1997)
- Silvia Tortosa... Esmeralda (1996)
- Pedro Rollán... Junior (1996-1997)
- Lolita Flores... Juncal (1996-1997)
- María José Alfonso... Menchu (1996-1997)
- África Gozalbes... Lali (1996)
- Jesús Guzmán... Don Leandro (1996)
- Manuel Galiana... Padre Miguel (1997)
- Luisa Fernanda Gaona... Laura (1996)
- J. Gonzalo Bargalló... Honori García, "El mago Chanchán" (1997)
- Mariano Alameda... Ángel Luis (1997)
- Valentín Paredes... Fede "El torito" (1997)
- Silvia Abascal... Sole (1997)
- Javier Cámara... Lolo (1997)
- Rafael Castejón... Ernesto (1997)
- Jesús Olmedo... Pablo (1997)
- Malena Gracia... Nelly (1996)
- Manuel Díaz, ''El cordobés''... "El Huracán de Cabra"
- Miriam Díaz-Aroca... Agatha Morris de Campuzano, Condesa de Llanolargo (1996)
- Carmen Russo... Giovanna (1996)
- Moncho Borrajo... Antoñito de Ferrol (1996)
- María Jiménez... María Jhomeini (1996)
- Paco Valladares... Dr. Paco (1996)
- Sancho Gracia... Jerónimo (1996)
- Luis Perezagua... José María Gavilán (1996)
- Ángel Pardo... Juan, "Gianni" (1996)
- José Luis López Vázquez... Armando "Mandy" Núñez Cabeza de Vaca (1997)
- Karina... Maribel (1997)
- Gabriel Corrado... Hugo (1997)
- Paquita Rico... Coral (1997)
- Juanjo Cucalón... Alberto (1997)
- Alejandra Boto... Susana (1997)
- Francisco... Jorge (1997)
- Mercedes Vecino... Paquita (1997)
- Juan Jesús Valverde... Jacinto Echevarríagoitia (1997)
- Ivonne Reyes... Gracia (1997)
- José Luis de Vilallonga... Adolfo (1997)
- Moncho... Juancho (1997)
- Beatriz Carvajal... Luisa (1997)
- Marlène Mourreau... Marie France, "Mari Paca" (1997)
- Natalia Estrada... Mari Pili (1997)
- José Manuel Parada... Stefano (1997)
- H. Alito Rodgers Jr. ... Narciso Bermúdez (1996)
- Sara Castro... Mary Cruz (1996)
- Silvia Maeztu... Marilyn (1996)
- Raquel Vega... Periodista (1996)
- Andrés Pabalón... Fotógrafo (1996)
- Ivan G. Anderson... Carlitos (1996)
- Fernando Durán... Peppino (1996)
- Lola de Miguel... Sandrina (1996)
- Resu Morales... Adela Pérez Hidalgo, funcionària del Ministeri de Cultura (1996)
- María Torronova... María (1996)
- Sonia Verdaguer... Sharon (1996)
- Carlos Beltrán... Policía (1996)
- Gene Daily... Clark Gable (1996)
- Moncho Ferrer... Teodoro (1997)

## Llista d'episodis

### Primera temporada
- La Noche de Lina - 08/02/96 - 5.490.000 32.09%
- 01) La llegada - 15/02/96 - 8.491.000 46.01%
- 02) Luces y sombras en la ciudad - 22/02/96 - 7.467.000
- 03) Alternando - 07/03/96 - 6.024.000
- 04) ¡...Olé torero! - 14/03/96 - 8.601.000
- 05) Cita a ciegas - 21/03/96 - 8.182.000
- 06) Mens sana in corpore sano - 28/03/96 - 8.784.000
- 07) ¡Gooooll! - 04/04/96 - 7.613.000
- 08) ¡Quién con niños se acuesta...! - 11/04/96
- 09) Typical Spanish - 18/04/96 - 7.247.000
- 10) Una larga convalecencia - 25/04/96 - 7.796.000
- 11) Mujeres en pie de juerga - 02/05/96 - 7.942.000
- 12) Delirios de grandeza - 09/05/96 - 8.674.000, 50.6%
- 13) Sin saber donde - 16/05/96 - 8.345.000
- 14) ¡Por favor, un médico! - 23/05/96 - 7.979.000
- 15) Cuestión de flechazo - 30/05/96 - 7.796.000
- 16) Noche de brujas - 06/06/96 - 7.284.000
- 17) Amos de casa - 13/06/96 - 7.650.000
- Historia de amor de Reme y Luís (Especial recopilatori) - 20/06/96 - 6.259.000
- Momentos de oro 1996 (Especial recopilatori) - 27/06/96 - 4.612.000

### Segona temporada
- 18) Vuelta a casa - 19/09/96 - 6.479.000 (13.200.000, audiència total)
- 19) Y la vida sigue... - 26/09/96 - 6.918.000
- 20) Estrategias - 03/10/96 - 5.856.000
- 21) Problemas y problemas - 10/10/96 - 6.332.000
- 22) Un master para vivir - 17/10/96 - 5.959.000
- 23) Todas las manos en la masa - 24/10/96 - 6.259.000
- 24) Custodia - 31/10/96 - 6.222.000
- 25) Jugadas de la vida - 07/11/96 - 6.625.000
- 26) Tomando aire - 14/11/96 - 6.625.000
- 27) Amores ocultos - 21/11/96 - 6.478.000
- 28) Zafarrancho de boda - 28/11/96 - 6.918.000
- ¡Gooooll! (repetició) - 05/12/96 - 6.259.000
- 29) Depresiones varias - 12/12/96 - 6.478.000
- Mujeres en pie de juerga (repetició) - 19/12/96 - 6.186.000
- 30) Día de esperanza - 26/12/96 - 6.771.000

#### Especial Navidad con Lina Morgan (Obres de teatre)
- La Noche de Lina (repetició) - 28/12/96 - 3.550.000 35.6%
- Celeste... no es un color - 02/01/97 - 6.644.000
- Vaya par de Gemelas - 09/01/97 - 5.499.000
- El último tranvía - 16/01/97 - 4.729.000

### Tercera temporada
- 31) Tal como fuimos - 23/01/97 - 5.475.000
- 32) Lo importante es elegir - 13/02/97 - 6.159.000
- 33) Corazones anónimos - 20/02/97 - 5.205.000
- 34) Una visita muy espiritual - 27/02/97 - 6.012.000
- 35) Celos - 06/03/97 - 4.289.000
- 36) Sombras del pasado - 13/03/97 - 5.242.000
- 37) Tango - 20/03/97 - 5.609.000
- 38) Encuentros - 03/04/97 - 5.059.000
- 39) Una pizca de magia - 10/04/97 - 4.032.000
- 40) Aplausos - 17/04/97 - 5.022.000
- 41) La Buenaventura - 24/04/97 - 5.169.000
- 42) Tiempos duros - 01/05/97 - 4.520.000
- 43) Va de bronca - 08/05/97 - 5.645.000
- 44) Bel canto - 15/05/97 - 4.912.000
- 45) Petición de mano - 22/05/97 - 6.085.000
- Tango (repetición) - 29/05/97 - 2.199.000 (Emitido a las 23:30 h)
- 46) Dando la cara - 05/06/97 - 5.205.000
- 47) Una mujer muy suelta - 12/06/97 - 4.912.000
- 48) Un anillo con una fecha por dentro - 19/06/97 - 5.394.000

### Quarta temporada
- Un anillo con una fecha por dentro (repetició) - 18/09/97 - 4.517.000
- 49) Vestida de malva y tul - 25/09/97 - 5.571.000
- 50) La boda de Reme - 02/10/97 - 6.131.000
- 51) Un padre de ida y vuelta - 09/10/97 - 5.476.000
- 52) Padres, madres, hijos - 16/10/97 - 5.809.000
- 53) Viernes noche - 23/10/97 - 5.730.000
- 54) Grandes esperanzas - 06/11/97 - 6.232.000
- 55) El actor - 13/11/97 - 4.948.000
- 56) Lecciones de streeptease - 20/11/97 - 5.972.000
- 57) Un pase muy sexy - 27/11/97 - 4.993.000
- 58) Cartas de París - 04/12/97 - 5.961.000
- 59) Novia de alquiler - 11/12/97 - 6.116.000
- 60) Desbandada general - 18/12/97 - 5.772.000
- 61) Sí, quiero - 25/12/97 - 7.332.000
- Momentos de oro 1996-1997 (Especial recopilatori) - 16/01/98

## Premis y nominacions
TP d'Or
| Any  | Categoria      | Resultat |
| ---- | -------------- | -------- |
| 1996 | Sèrie Nacional | Nominada |
| 1997 | Sèrie Nacional | Nominada |

Premis ATV
| Any  | Categoria          | Resultat |
| ---- | ------------------ | -------- |
| 1998 | Programa de Ficció | Nominat  |